# Photinia wrightiana
Photinia wrightiana är en rosväxtart som beskrevs av Carl Maximowicz. Photinia wrightiana ingår i släktet Photinia och familjen rosväxter. Inga underarter finns listade i Catalogue of Life.